# جبرة خيمية
الجبرة الخيمية أو جبرة  (باللاتينية: Holosteum umbellatum) نوع نباتي يتبع جنس الجبرة من الفصيلة القرنفلية.

## الموئل والانتشار
تنتشر في بلاد الشام والمغرب العربي وتركيا والقوقاز والبلقان وأوكرانيا والنمسا ومعظم مناطق أوروبا.